# TOTEM

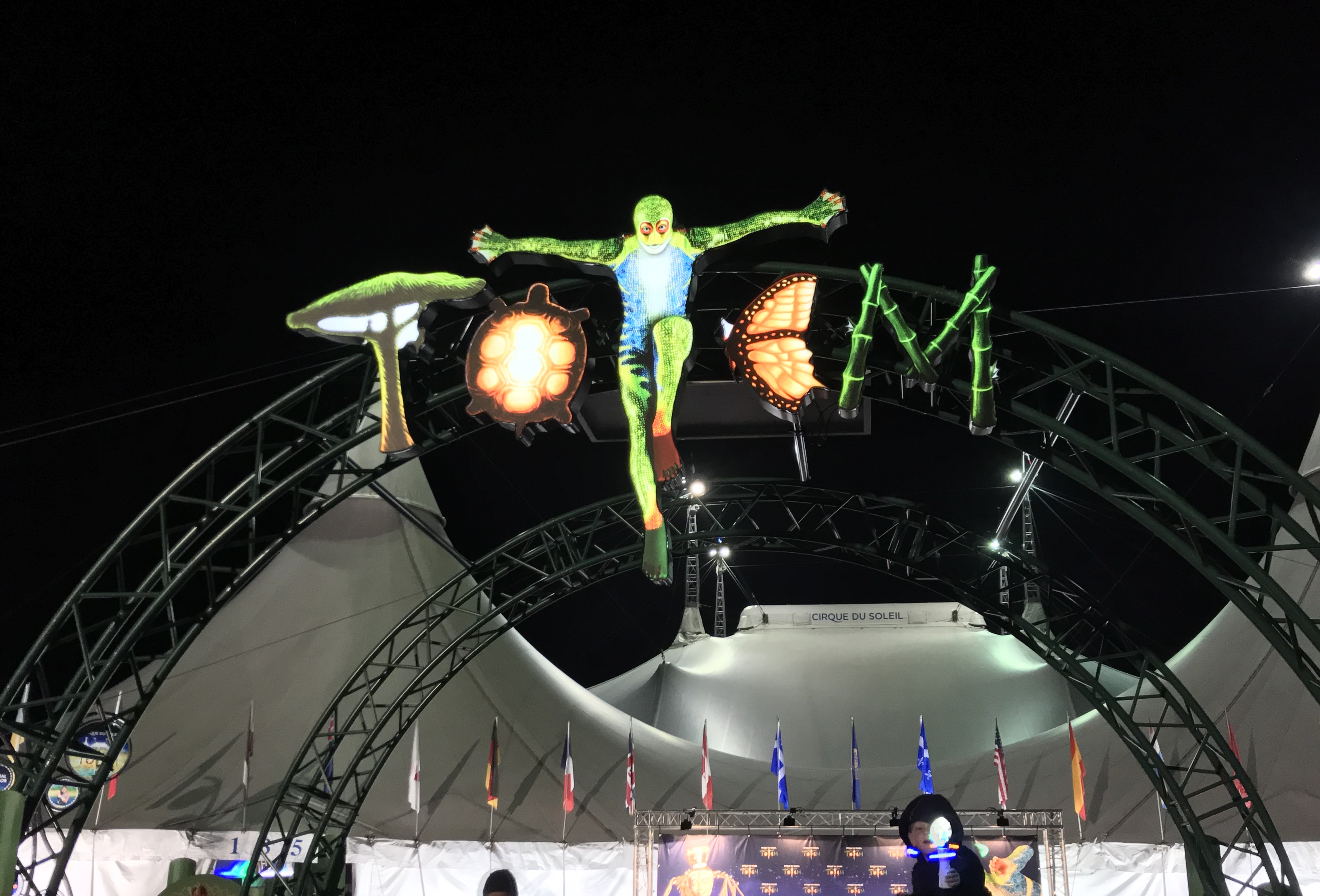
Het logo van TOTEM bij een voorstelling op de Plaine de Jeux de Bagatelle in Parijs

TOTEM is een voorstelling van Cirque du Soleil onder de artistieke leiding van Gilles Ste-Croix en regie van Robert LePage. Het centrale thema van de show is de ontwikkeling van de mens door de eeuwen heen. Totem werd opgevoerd op het Malieveld in Den Haag van 11 oktober tot en met 8 december 2019.
De voorstelling is in Amsterdam te zien geweest tussen 8 oktober en 22 december 2010. Vervolgens werd TOTEM uitgevoerd in Londen, Charlotte (North Carolina), Baltimore (Maryland), Pittsburgh, Montreal (Canada), Toronto en San Francisco.

## Podium
Het podium is in klassieke circusopstelling, het publiek zit rond het podium in de opstelling van een hoefijzer. Op het podium wordt een skelet in de vorm van een schild van een schildpad gebruikt voor een act met trampoline en brug met gelijke leggers. De trampoline is in het podium ingebouwd, en kan door een schuivend luik aan het oog worden onttrokken. Achter het podium bevindt zich de band achter een rietkraag, en op de entree van de artiesten naar het podium wordt door licht- en geluidseffecten de illusie van water, lava, zand of lucht gewekt. Ook is in de entree een beweegbare brug.

## Personages
- De Amerindische danser is een personage dat met behulp van vijf ringen de evolutie van de mens uitbeeldt.
- De Scientist (Wetenschapper) is de wetenschapper die in zijn laboratorium natuurkundige proeven doet, bijgestaan door zijn assistenten en een aap.
- De Tracker (Speurder) is de milieubewuste dierenvriend, die de slordige clown corrigeert als die het podium vervuilt en de Wetenschapper begeleidt bij diens onderzoeken.

## Acts
- Trampoline en brug met gelijke leggers
- Indiaanse hoepeldanser
- Ring Trio
- Eenwielers en schalen
- Voetjongleren (Crystal Ladies)
- Perches (stokken)
- Devil Sticks
- Trapeze duo
- Manipulatie (jongleren)
- Rolschaatsen
- Russian Bars